# Margaret Sheridan
Margaret Burke Sheridan (Castlebar, 15 ottobre 1889 – Dublino, 16 aprile 1958) è stata un soprano irlandese.

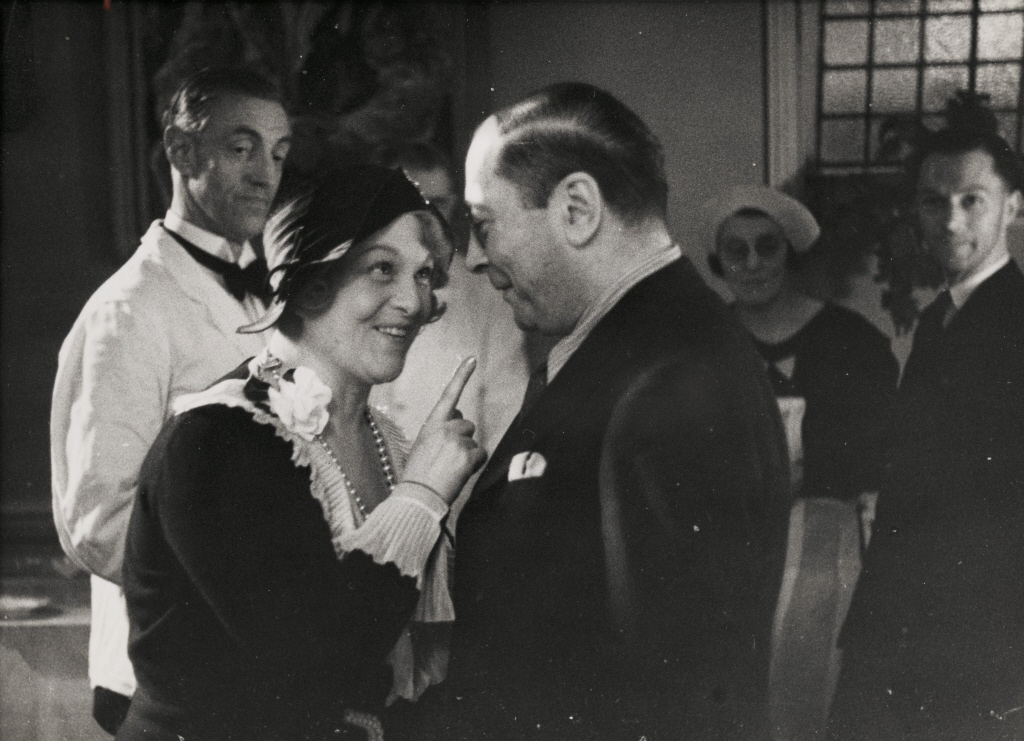
Margaret Sheridan con Vincenzo Bellezza, 1938. Fotografia di Erich Salomon

Nel 1918 debuttò a Roma ne La bohème di Giacomo Puccini, ma nel 1921 si spostò alla Scala e in seguito (1925) al Covent Garden.
Fu la seconda primadonna irlandese.